# Abtschlag

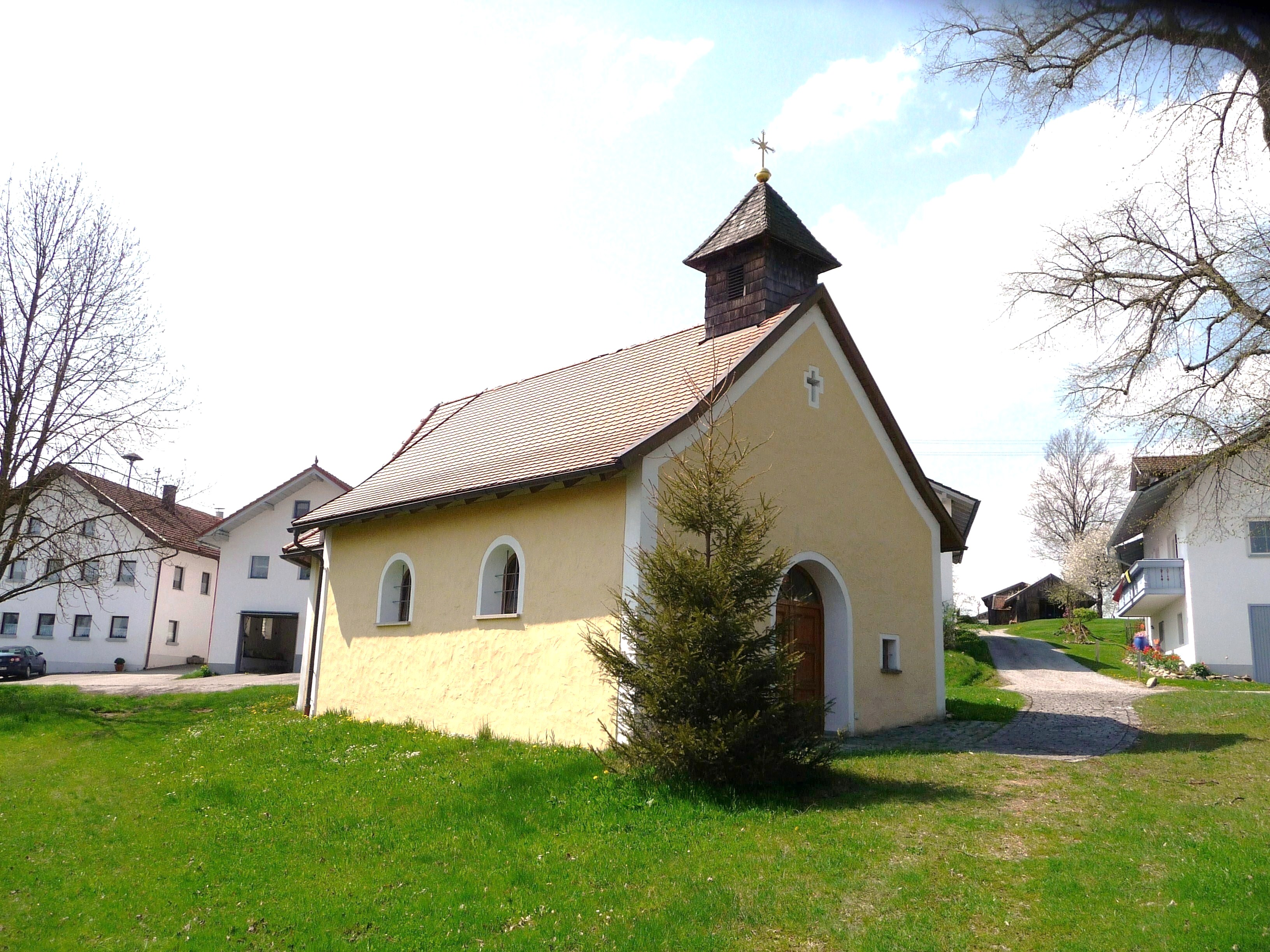
Die Kapelle auf dem Dorfanger

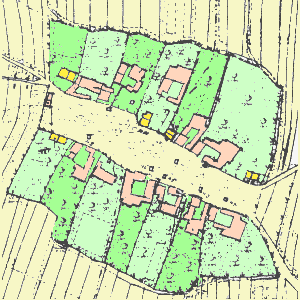
Urflurkarte des Dorfes Grünbach von 1829

Abtschlag ist eine ehemalige Gemeinde etwa zwei Kilometer südlich von Kirchdorf im Landkreis Regen in Niederbayern, die 1972 nach Kirchdorf im Wald eingemeindet wurde. Neben dem eigentlichen Gemeindeteil (Dorf) Abtschlag (173 Einwohner zur Volkszählung 1987) gehörten das Dorf Grünbach (102 Einwohner) sowie die Einöde Zellermühle (1925 mit 13 Einwohnern in zwei Gebäuden, 1987 bereits unbewohnt) zur Gemeinde. Die Dörfer Abtschlag und Grünbach sind Angerdörfer. Das Gebiet der früheren Gemeinde bildet eine von drei Gemarkungen der Gemeinde Kirchdorf im Wald.

## Geschichte
Abtschlag wurde erstmals 1254 im Güterverzeichnis des Abtes Hermann von Niederaltaich erwähnt. Der Ort war eine Gründung des Klosters zu Anfang des 13. Jahrhunderts und wurde dessen Propstei Rinchnach zugeteilt, war jedoch zum Unterhalt der Kirche und Pfarrei von Kirchdorf abgabenpflichtig. Die heute noch erkennbare Gruppierung der Höfe um den dreieckigen Dorfanger lässt die planmäßige Anlage des Dorfes erkennen.
Mit 22 Benefizien und zwei Mühlen war Abtschlag zu dieser Zeit die größte Siedlung im Grundherrschaftsbereich der Propstei Rinchnach. 1649 hatte Abtschlag 113 Pesttote zu beklagen. 1742 wurde der Name wieder genannt, als eine kleine Gruppe des Pandurenleutnants Bärenhaut in Abtschlag einfiel und drei Höfe niederbrannte. 1752 existierten noch 17 Anwesen in dem Dorf. Bis 1803 gehörte Abtschlag zum niederalteichischen Grundrichteramt Kirchberg. Mit der Säkularisation in Bayern 1803 ging der Klosterbesitz in das Eigentum der Bauern über. 1809 zählte Abtschlag 157 Einwohner, davon 74 männlich und 83 weiblich.
1840 betrug die Zahl der Einwohner 180, davon je 90 männlich und weiblich. Von den 18 Anwesen waren 16 Bauernstellen. Es dominierten unregelmäßige Vierseithöfe, außerdem gab es einen Dreiseithof und einen Hakenhof. Neben den 16 Bauernhöfen gab es einen Häusler mit Webergerechtigkeit und 2,5 Hektar Besitz am Ortsausgang sowie das gemeindeeigene Hüterhaus auf dem Anger. Diesem Hüterhaus war die beachtliche Allmende der Gemarkung Abtschlag mit 113,3 Hektar zugeordnet. Insgesamt umfasste die Ortsgemarkung 502,6 Hektar.
Die Besitzgröße der einzelnen Höfe bewegte sich zwischen 36,7 Hektar und 19,6 Hektar bei den zehn Höfen um den Anger und 18,5 bis 16,8 Hektar bei den am südöstlichen Ortsausgang gelegenen Höfen. Dies deutet darauf hin, dass die Siedlung durch Teilung einiger Urhöfe am südöstlichen Rand ausgebaut worden war. Die historische Karte lässt den damaligen Flurverlauf um Abtschlag mit jeweils einem Gewann senkrecht zum Anger erkennen. 1845 wurde die Dorfkapelle auf dem Anger von Abtschlag errichtet, und 1860 die Dorfkapelle von Grünbach. Älter ist die Feldkapelle 700 Meter nordöstlich von Abtschlag (Anfang 19. Jahrhundert). Diese drei Sakralbauten sowie insgesamt fünf Häuser in den beiden Dörfern und ein Denkmal sind denkmalgeschützt.
Spätere Bautätigkeit beschränkte sich weitgehend darauf, vorhandene Baulücken am südöstlichen Ortsausgang auszufüllen. Die Gemeinde Abtschlag zählte 293 Einwohner im Jahr 1895 und 275 Einwohner zur letzten Volkszählung 1987.
Die Gemeinde Abtschlag kam am 1. Januar 1972 im Zuge der Gebietsreform in Bayern zu Kirchdorf im Wald. Im Jahr 2008 konnte die Freiwillige Feuerwehr Abtschlag ihr 100-jähriges Bestehen feiern.

## Vereine
- Freiwillige Feuerwehr Abtschlag (seit 1908)
- Dorfverein Abtschlag
- Langfeldverbund (bis 2021)

## Fußball
- Einen eigenständigen Fußballverein gibt es in Abtschlag selbst nicht
- Fußballbegeisterte aus Abtschlag schließen sich meist der SpVgg Kirchdorf-Eppenschlag an
- Ein FC Bayern München-Fanclub (“Auge 88”) ist ebenfalls in der Gemeinde aktiv
- Ein bekannter Fußballer aus Abtschlag ist beispielsweise Benedikt Plein, der aktuell bei der SG Rinchnach / Kirchdorf in einer Abwehrposition tätig ist

## Feste und Veranstaltungen
- Sonnwendfeuer: Jährlich um den 21. Juni richten der Dorfverein Abtschlag und benachbarte Vereine (z. B. Dorfverein Schlag) ein Johannisfeuer zur Sommersonnwende aus
- Maibaumaufstellen: Wie in allen Ortsteilen der Gemeinde wird auch in Abtschlag alljährlich zum 1. Mai ein Maibaum aufgerichtet
- Feuerwehrfest/Gartenfest: Rund um Mariä Himmelfahrt (15. August) veranstaltet die Freiwillige Feuerwehr Abtschlag ein zweitägiges Gartenfest beim Feuerwehrhaus

## Persönlichkeiten
Überregional bekannte Persönlichkeiten stammen nicht aus Abtschlag. Es handelt sich um ein kleines Bauerndorf; bekannte Namen finden sich eher in der Chronik der Gemeinde Kirchdorf. Lediglich in der Familienforschung taucht Abtschlag als Herkunftsort einiger ausgewanderter Familien (z. B. der Familie Schwankl) auf, was lokalhistorisch von Interesse ist, aber keine prominenten Einzelpersonen betrifft.